# Michael Ondaatje
Philip Michael Ondaatje (Colombo, Sri Lanka, 12 de setembro de 1943) é um escritor canadense (naturalizado em 1962) de uma família de origens neerlandesas, tâmeis, cingalesas e portuguesas, que em 1954 passou a residir em Inglaterra. É autor de Brasil: O paciente inglês / Portugal: O doente inglês, que deu origem ao filme The English Patient. Também é autor dos livros "Bandeiras Pálidas" e "Buddy Bolden Blues".
Emigrou para Montréal aos 19 anos, frequentou a Universidade de Toronto e a Universidade de Queen. O seu fascínio pelo oeste norte-americano influenciou um dos seus mais conhecidos trabalhos, As obras completas de Billy the Kid (1970). A sua obra O paciente inglês (1992, distinguida com o Prémio Man Booker e adaptada ao cinema em 1996), deu-lhe um grande reconhecimento internacional; esta obra foi seguida por Anil's Ghost (2000). A sua poesia e prosa musical são uma mistura de mitos, história, jazz, memórias e outras influências.
Esteve no Brasil em 2005, visitando a Feira Literária Internacional de Parati.

## Obras
- The Dainty Monsters - 1967
- Leonard Cohen - 1969 (ensaio)
- The Man with Seven Toes - 1969
- The Collected Works of Billy the Kid - 1970
- The Broken Ark: A Book of Beasts - 1971 (ed.)
- Rat Jelly - 1973
- Coming Through Slaughter - 1976
- Personal Fictions: Stories by Munro, Wiebe, Thomas, and Blaise - 1977 (ed.)
- Elimination Dance - 1978
- There's a Trick with a Knife I'm Learning to Do - 1979
- The Long Poem Anthology - 1979 (ed.)
- Tin Roof - 1982
- Claude Glass - 1982
- Running in the Family - 1982
- Secular Love - 1984
- In the Skin of a Lion - 1987
- From Ink Lake: Canadian Stories - 1990 (editor)
- The Brick Reader - 1991 (com Linda Spalding)
- The Cinnamon Peeler - 1991
- Brasil: O paciente inglês / Portugal: O doente inglês - no original The English Patient - 1992
- Handwriting - 1998
- Lost Classics - 2000 (com Michael Redhill, Esta Spalding e Linda Spalding)
- Anil's Ghost - 2000.
- The Conversations: Walter Murch and the Art of Editing Film - 2002
- The Story - 2005
- Divisadero- 2007.